# Avon Championships of California 1979
Avon Championships of California 1979, також відомий під назвою Avon Championships of Oakland, — жіночий тенісний турнір, що відбувся на закритих кортах з килимовим покриттям Окленд Колізіум в Окленді (США). Належав до Avon Championships Circuit 1979. Турнір відбувся увосьме і тривав з 8 січня до 14 січня 1979 року. Перша сіяна Мартіна Навратілова здобула титул в одиночному розряді й отримала за це 24 тис. доларів США.

## Фінальна частина

### Одиночний розряд
Мартіна Навратілова —  Кріс Еверт 7–5, 7–5
- Для Навратілової це був 1-й титул в одиночному розряді за сезон і 25-й — за кар'єру.

### Парний розряд
Кріс Еверт /  Розмарі Казалс —  Трейсі Остін /  Бетті Стов 3–6, 6–4, 6–3

## Розподіл призових грошей
| Дисципліна       | П       | F       | 3-тє   | 4-те   | ЧФ     | 1/8    | 1/16 |
| Одиночний розряд | $24,000 | $12,000 | $6,500 | $6,200 | $3,000 | $1,600 | $900 |